# Nomerobius signatus
Nomerobius signatus är en insektsart som först beskrevs av Hagen 1888.  Nomerobius signatus ingår i släktet Nomerobius och familjen florsländor. Inga underarter finns listade i Catalogue of Life.